# Antun Bonačić
Antun Bonačić, parfois prénommé Anton, Ante ou Dante et surnommé Tonči, né le 12 juin 1905 à Split (alors en Autriche-Hongrie) et mort le 25 septembre 1948, est un joueur de football croate, international yougoslave.
Évoluant sur l'aile gauche, comme défenseur ou ailier, il compte huit sélections (et deux buts) en équipe de Yougoslavie, entre 1924 à 1931.

## Biographie
Membre de la fameuse équipe du Hajduk Split de Luka Kaliterna (en) au milieu des années 1920, avec son frère ainé Mirko Bonačić (hr), il est vainqueur du championnat de Yougoslavie en 1927 (dauphin en 1924 et 1928), et participe à la Coupe Mitropa en 1927. Il fait ses débuts en équipe nationale le 28 septembre 1924, en même temps que son frère, face à la Tchécoslovaquie.
Bon technicien et bon tireur, il tente l'aventure en France, à l'Olympique de Marseille à l'été 1928. Il joue peu pendant la saison du fait d'aller-retour à Zagreb, mais participe à la finale du championnat du Sud-Est face au FC Sète, battu 3-0 le 30 mars 1929. Il ne joue par contre que le premier match de la phase finale du championnat de France remporté par les Marseillais dans la foulée.
Revenu en Yougoslavie, il retourne dans son club et retrouve la sélection yougoslave en juin 1929. Titulaire et buteur en mai 1930 face à la Roumanie, il est privé de la Coupe du monde de football de 1930 à la suite du boycott décrété par les clubs serbes. Il honore sa 8e et dernière sélection le 25 octobre 1931. Il arrête sa carrière en 1932, à 27 ans, après une nouvelle 2e place en championnat. Son bilan sous le maillot de l'Hajduk Split est de 118 buts en 253 matchs, toutes compétitions confondues.
Il est tué tragiquement le 25 septembre 1948 par la police yougoslave alors qu'il tente de traverser illégalement la frontière avec l'Italie.